# Barri del Putxet
|  | Aquest article tracta sobre el barri de la ciutat de Barcelona. Si cerqueu el barri administratiu emprat per l'Ajuntament de Barcelona, vegeu «el Putget i Farró». |

El Putxet (sovint escrit com el Puget o el Putget) és un nucli del barri de caràcter administratiu del Putxet i el Farró, un barri de creació relativament recent al districte de Sarrià i Sant Gervasi de la ciutat de Barcelona. Abans del 2007, el Putxet estava administrativament separat del Farró.
El nom li ve donat pel turó homònim, que amb 135 metres d'altitud s'emplaça al bell mig del barri. El barri del Putxet està delimitat per l'avinguda de la República Argentina, la ronda del General Mitre, el carrer de Balmes i el passeig de Sant Gervasi.
El barri començà a desenvolupar-se a partir de 1850 a conseqüència de l'extensió de Gràcia cap a Collserola i avui és poblat sobretot per veïns de classe mitjana-alta i benestant. El turó del Putxet fou urbanitzat i convertit en parc urbà el 1970. Altres parcs del barri són els jardins de Portolà, Mercè Rodoreda i Elvira Farreras.
Actualment el nucli disposa d'equipaments de primera necessitat, entre els quals la línia d'autobús 131, que recorre el Putxet i les seves rodalies.

## Fills i filles il·lustres
- Elvira Farreras i Valentí: (1913-2005) escriptora